# Carlos Grätzer
Carlos Grätzer (Buenos Aires, 1956) es un compositor argentino.

## Biografía
Compartió su trabajo artístico entre la música y el cine, dedicándose en forma exclusiva a la música desde los años ochenta. Estudió composición con su padre, el compositor y pedagogo Guillermo Graetzer, llegó a París con una beca de perfeccionamiento de Gobierno Francés y participó en numerosos cursos (Darmstadt, UPIC, IRCAM).
Fue premiado en diversos concursos de Bourges, ALEA III (Boston University) Premio de Música de la Ciudad de Buenos Aires (Premio Municipal). Su música ha sido recomendada en la Tribuna Internacional de Compositores de la UNESCO y fue interpretada en los World Music Days 2000.
Sus obras, que figuran en los festivales de diversos países, son interpretadas por la Orquesta Filarmónica de Radio France, Orquesta Nacional de Francia, el Ensemble 2e2m y el Ensemble Intercontemporain entre otros.

## Catálogo
- PARA INSTRUMENTO SOLO

Desarraigo
1992, (8′) para guitarra
Ennéagone
2001, (9′) para piano
URL
2008, (3′) para clarinete
Iguazú
2014, para violonchelo
- PARA INSTRUMENTO SOLO CON ELECTRÓNICA

Failles Fluorescentes
1990, (16’20”) para saxofón alto y sonido fijado en cinta magnética [UPIC]
D’un souffle retrouvé
1992-93, (13’20”) para flauta y sonido digital fijado en soporte
PARA DÚO
Alquimia
1983, (9′) para violonchelo y piano
Variaciones sobre la Repetición
1989, (15′) para viola y piano
Transmutango
1999, (4’30”) para Saxofón alto y marimba
Liens
2002, (5′) para marimba y piano
Vagues d’air
2010, para flauta y piano
Envol
2010, para flauta y piano
Duo Nº1
2013, para 2 violines
The Wind (El Viento) (para la película homónima de Victor Sjöström)
2014, (78′) cine concierto para violonchelo, saxofones amplificados y electrónica
PARA TRÍO
Alquimia 3
1988, (11′) para clarinete, piano y percusión
Trio en 5 mouvements
2001, (11′) para violín, violonchelo y piano
- PARA CUARTETO

Cuarteto para cuerdas
1982, (14′) – para cuarteto de cuerdas
Cinco estudios para cuatro violas
2003-2005, (14′) para 4 violas
- PARA QUINTETO

Quinteto para vientos
1982, (15′) para quinteto de vientos
Ritual
1983, (7′) para 5 instrumentistas (fl, cl, vl, vc et piano)
Ruptango
1992, (5′) para bandoneón y cuarteto de saxofones
Mouvements
1993, (13′) para flauta, clarinete, violín, violonchelo y piano
CON VOZ
Coïncidences
1985-88, (32′) para 16 voces solistas [4spr, 4alt, 4ten, 4bs] y 3 percusiones
Inflorescence
2001, (10′) para soprano, flauta, clarinete, viola y violonchelo
Jusqu’au bleu
2009, (19′) para coro y conjunto de instrumentistas aficionados, solistas, cuarteto de jazz, músicos tradicionales turcos y electrónica
- OBRAS ELECTROACÚSTICAS

Nio Aeln
1989, (21′) obra electroacústica, [banda de 2 pistas]
Ráfagas de tiempo
1994, (10″) obra electroacústica, [banda de 2 pistas]
Ausbruch
1997, (13′) obra electroacústica, [banda de 2 pistas]
La traversée
2003 – Ballet, obra electroacústica
- PARA ENSAMBLE INSTRUMENTAL

Découvertes,
1984-85, (10′) para 12 cuerdas [7vln, 2vla, 2vc, 1cb]
Como un río que sueña
1991, (18′) para 16 instrumentistas
Aura [par-delà les résonances]
1996, (17′) para trompeta y 11 instrumentistas
Circunvoluciones [hacia la intemperie] 1998, (12′) para violonchelo y 7 instrumentistas
Todavía
2002, (15′) para 11 instrumentistas [fl, cl, bsn, cor, hp, 1 perc, 2vln, vla, vc, ctb]
El Misterio de los peces saltarines
2005-2006, (26′) (para la película homónima de John Emerson et Tod Browning)
para7 instrumentistas (fl, cl, saxo bar, cor, vln, bass, perc.) y electrónica
Sherlock Jr.
2005-2006, (44′) (para la película homónima de Buster Keaton)
para 7 instrumentistas (fl, cl, saxo bar, cor, vln, bass, perc.) y electrónica
Sextuor
2010, (16′) para harpa, flauta, clarinete y trío de cuerdas
- ORQUESTA

Fragments
1984, (5′) para orquesta sinfónica
Étincelle
2014, (2′) para banda sinfónica
Éclaboussures du temps
2014-2015, (11′) para orquesta sinfónica
- OBRAS PEDAGÓGICAS

Cinco estudios para cuatro violas
2003-2005, (14′) para 4 violas
Vagues d’air
2010, para flauta y piano
Envol
2010, para flauta y piano
Duo Nº1
2013, para 2 violines
Iguazú
2014, para violonchelo
- PARA DANZA

La traversée
2003 Ballet, obra electroacústica
- CINE-CONCERTOS

“Dos parodias en homenaje a Sherlock Holmes”
El Misterio de los peces saltarines
2005-2006, (26′) (para la película homónima de John Emerson et Tod Browning)
para7 instrumentistas (fl, cl, saxo bar, cor, vln, cb, perc.) y electrónica
Sherlock Jr.
2005-2006, (44′) (para la película homónima de Buster Keaton)
para 7 instrumentistas (fl, cl bajo, saxo sopr, cor, vln, cb, perc.) y electrónica
“Méliès el mago del cine”
El Hombre orquesta
(3′) (para la película homónima de Georges Méliès) obra electroacústica)
El Viaje a la luna
(13′) (para la película homónima de Georges Méliès) para 7 instrumentistas y electrónica
Enano y gigante
(1′) (para la película homónima de Georges Méliès) obra electroacústica)
El Reino de las hadas
(16’30”) (para la película homónima de Georges Méliès) p/ 7 instrumentistas y electrónica
El Ilusionista doble y la cabeza viviente
(1’20”) (para la película homónima de Georges Méliès) obra electroacústica)
Viaje a través de lo imposible
(21′) (para la película homónima de Georges Méliès) para 7 instrumentistas y electrónica
La dislocación misteriosa
(2′) (para la película homónima de Georges Méliès) para 7 instrumentistas y electrónica
El Viento
El Viento (The Wind)
(para la película homónima de Victor Sjöström)
2014, (78′) cine concierto para violonchelo, saxofones amplificados y electrónica